# Stefan Widing
Stefan Widing, född 1977, är en svensk civilingenjör och företagsledare.
Widing tillträdde som verkställande direktör och koncernchef för Sandvik AB den 1 februari 2020. Dessförinnan hade han flera befattningar inom Assa Abloy under åren 2006–2020 och inom Saabkoncernen. Han är civilingenjör i teknisk fysik och elektronik och har en fil.kand. i företagsekonomi.